# Баширов, Раджаб-Дибир Гусейнович
Ражаб-Дибир Гусейнович Баширов (12 августа 1944, с. Нижнее Гаквари, Цумадинский район, Дагестанская АССР, РСФСР — 19 августа 2014, Дагестан, РСФСР) — советский дагестанский партийный деятель, избиравшийся в Верховный Совет СССР.

## Биография
Трудовую деятельность начал в 1962 г. помощником бурильщика в г. Грозном, с 1963 по 1966 гг. — в рядах Советской Армии.
С 1970 по 1975 гг. работал токарем на Махачкалинском машиностроительном заводе. В 1980 г. окончил Дагестанский политехнический институт.
С 1984 по 1988 годы работал первым секретарем Цумадинского райкома КПСС, затем председателем колхоза им. Жданова Хасавюртовского района.
С июня 1996 г. занимал ответственные должности в МЧС Дагестана, СЧC Дагестана и ГКУ РД «Центр ГО и ЧС».
Депутат Верховного Совета СССР 9-го созыва.